# Johannes Cuspinian

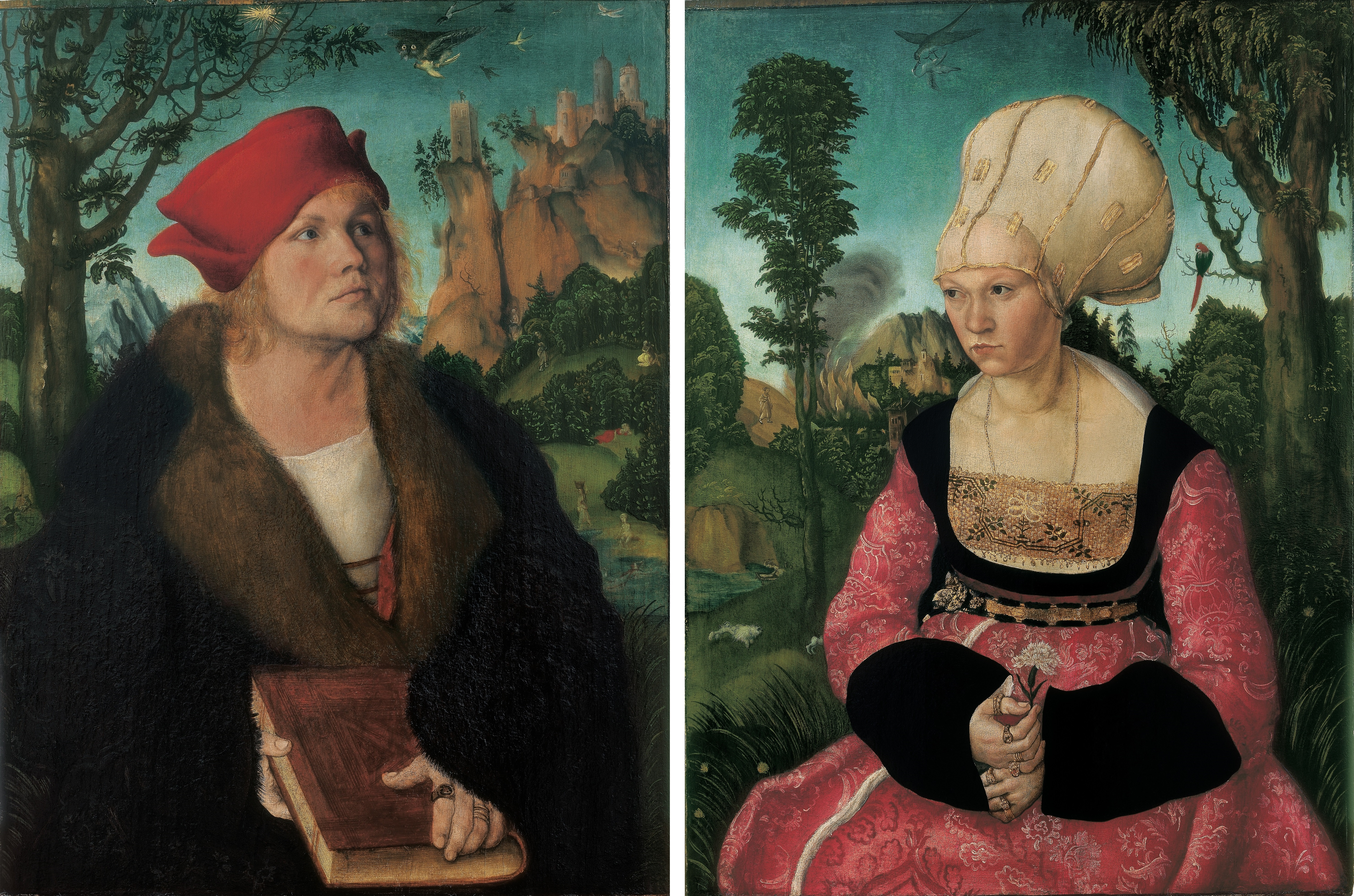
Johannes a Anna Cuspinian, Lucas Cranach starší (1502)

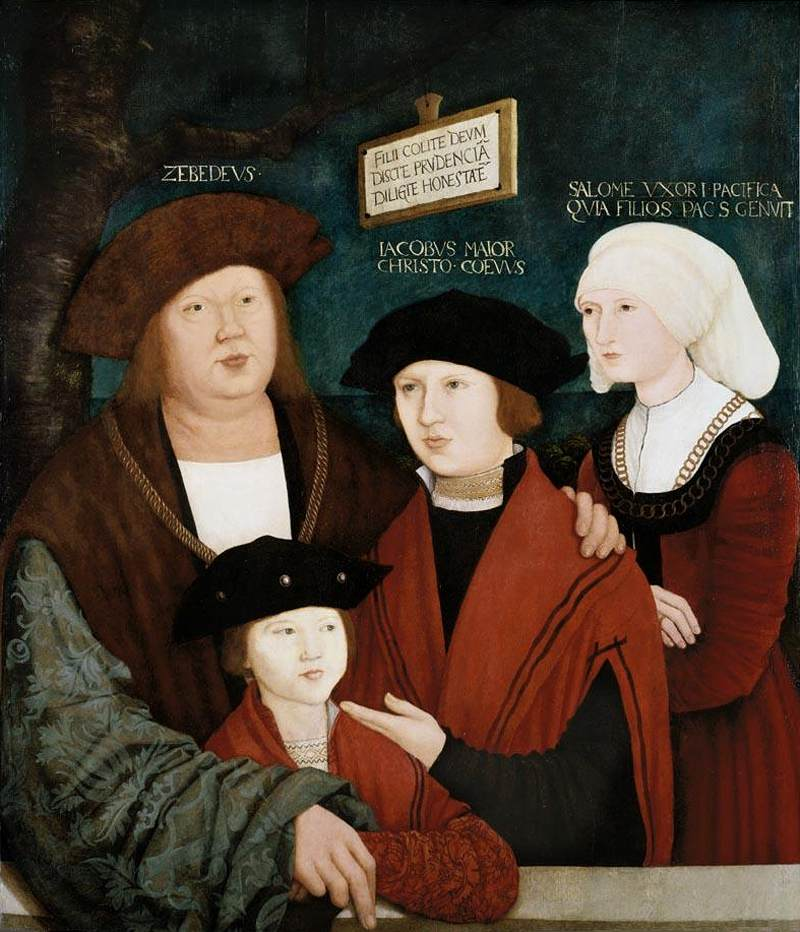
Rodinný portrét, Bernhard Strigel (1520)

Johannes Cuspinian (původně Johannes Spießheimer, * 1473, poblíž Schweinfurtu, Dolní Franky – 19. dubna 1529, Vídeň) byl německý humanista, básník a diplomat v habsburských službách.

## Život
Roku 1490 se zapsal na Univerzitu v Lipsku a od roku 1493 pokračoval v humanistických studiích na Vídeňské univerzitě. Od roku 1494 studoval lékařství.
Již na počátku své dráhy vydal spis Liber Hymnorum oslavující Prudentia a byl známý svými přednáškami o Vergiliovi, Horatiovi, Sallustiovi a Ciceronovi. Roku 1493 mu císař Fridrich III. udělil titul Poëta laureatus za chvalozpěv na sv. Leopolda. Císař Maxmilián I. ho jmenoval Mistrem umění. Krátce nato obhájil disertaci jako doktor medicíny (1499) a od roku 1500 zastával funkci rektora Vídeňské univerzity. Jako správce university měl velký vliv na její rozvoj.
Stal se důvěrným poradcem císaře, vrchním knihovníkem císařské knihovny a hlavním správcem císařských archivů. V dubnu 1495 utekl z Vídně před epidemií moru a nějaký čas strávil v Heidelbergu a spřátelil se s předními humanisty své doby. Pozval do Vídně svého přítele Conrada Celtise. Spolu s ním byl hlavním činovníkem ve společnosti „Sodalitas Litterarum Danubiana“. Byl dvakrát ženatý a s první manželkou Annou Marií měl osm potomků. Jeho druhá žena byla Agnes, bohatá dcera starosty ve Vídeňském Novém Městě (Wiener Neustadt).
Od roku 1510 působil jako císařský diplomat, nejprve ve službách Maxmiliána I. a později i jeho nástupce Karla V. Podnikl četné diplomatické mise do Uher, Čech a Polska a vyjednal nástupnictví Habsburků na českém trůně a v Uhrách. V roce 1515 byl vídeňským prefektem. Jeho portrét a portrét manželky Anny Marie zhotovil Lucas Cranach starší (1502). Velmi známý je rodinný portrét Bernharda Strigela (1520).
Zemřel ve věku 56 let a je pohřben v katedrále sv. Štěpána ve Vídni.

## Dílo
Jako správce knihovny spolu s Celtisem vyhledal a zachránil řadu starých rukopisů. Z knihovny Matyáše Korvína v Budě přivezl do Vídně některé cenné iluminované kodexy a zachránil je tak před zničením Turky. Objevil kroniku biskupa Oty z Freisingu Chronica sive Historia de duabus civitatibus (1143–1146) a roku 1515 ji vydal tiskem ve Štrasburku.
Roku 1528 vydal nejstarší známou mapu Uher (Tabula Hungariae), kterou zhotovil Lazarus Secretarius. Cuspinian ji objevil po roce 1526 v Budě a zaplatil její tisk, který připravil spolu s kartografem Vídeňské univerzity Georgem Tannstetterem. Vytiskl ji Petrus Apianus v Ingolstadtu.

## Spisy
- De Turcarum origine, religione et tyrannide, vydáno po bitvě u Moháče
- Catalogus Caesarum ac Imperatorum Augustorum occidentalium, dvousvazková biografie panovníků až do roku 1528 k císaři Maxmiliánovi (vyšlo až po smrti Cuspiniana, latinsky 1540 Štrasburk, německy 1541)
- Fasti consulares (spojené svazky - Cassiodorus: Chronica (Kronika), dějiny od Adama do roku 519 a Rufius Festus: De breviario rerum gestarum populi Romani, krátké vylíčení dějin římského národa), vydáno posmrtně 1553.
- Austria, sive Commentarius de rebus Austriæ etc., vydal s kritickými poznámkami Kaspar Brusch, 1553
- Fontes rerum austriacarum (Cuspinianovy deníky z období 1502–1527, které zachycují jeho politické aktivity), vydáno 1885